# Comuna de Radomin
Radomin (polaco: Gmina Radomin) é uma gminy (comuna) na Polónia, na voivodia de Cujávia-Pomerânia e no condado de Golubsko-dobrzyński. A sede do condado é a cidade de Radomin.
De acordo com os censos de 2004, a comuna tem 4144 habitantes, com uma densidade 51,3 hab/km².

## Área
Estende-se por uma área de 80,77 km², incluindo:
- área agricola: 85%
- área florestal: 8%

## Demografia
Dados de 30 de Junho 2004:
|                      | Total   | Total | Mulheres | Mulheres | Homens  | Homens |
| -------------------- | ------- | ----- | -------- | -------- | ------- | ------ |
|                      | pessoas | %     | pessoas  | %        | pessoas | %      |
| População            | 4144    | 100   | 2038     | 49,2     | 2106    | 50,8   |
| Densidade (pop./km²) | 51,3    | 100   | 25,2     | 25,2     | 26,1    | 26,1   |

De acordo com dados de 2005, o rendimento médio per capita ascendia a 1727,21 zł.

## Subdivisões
- Bocheniec, Dulsk, Gaj, Jakubkowo, Kamionka, Łubki, Piórkowo, Płonko, Płonne, Radomin, Rętwiny, Rodzone, Szafarnia, Szczutowo, Wilczewko, Wilczewo.

## Comunas vizinhas
- Brzuze, Golub-Dobrzyń, Wąpielsk, Zbójno